# 장생 탄광 수몰사고
장생 탄광 수몰사고 또는 조세이 탄광 수몰사고(일본어: 長生炭鉱水没事故/ちょうせいたんこうすいぼつじこ)는 1942년 2월 3일 일본 제국 야마구치현의 우베 탄광 중 하나인 장생(조우세이) 탄광에서 발생한 해저 광산 사고이다.

## 개요
광산이 많은 우베시에 있는 광산들 중 하나인 장생 탄광은 1932년에 본격적으로 조업이 시작된 해저 탄광이다. 해저 탄광은 급여가 높았지만 위험하다는 인식 때문에 기피하는 경향이 컸으며, 이에 일본은 조선인들을 고용했다. 여기에는 당시 강제징용으로 끌려온 조선인들이 광부로 일하고 있었다. 이날 오전 6시 즈음, 육지의 갱도 입구에서 약 1.1킬로미터 우베시 앞바다에 위치한 해저 갱도의 천장이 붕괴했다. 이에 따라 갱도 내부에 있던 한반도 출신자 136명, 일본 열도 출신자 47명, 합쳐 183명이 매장당했다.
희생자의 인원수는 장생 탄광 부근에 있는 니시코지의 위패에 있는 이름과 후쿠오카현에 있는 산업피해자 명부에 기재된 이름이 일치한 것으로 판명되었다. 부상자 및 생존자에 대한 기록은 거의 남아 있지 않지만, 갱도 내부와 외부에서 약 1000명 정도의 노동자들이 매일 일하고 있었다고 전해진다.
이 사고의 원인은 해저에서 너무 근접한 거리에서 채굴 작업 때문이었다. 본래 해저탄광은 얕은 깊이에서 채굴할 경우, 해저에서 깊이 47m 이상의 부분에서 작업을 할 필요가 있었지만 장생탄광에서는 최심부가 기준을 휠씬 넘는 37m라는 불법 상태로 운영되고 있었다. 이에 태평양전쟁에 의한 일본제국의 군수물자 필요, 즉 석탄의 증산이 급선무가 된 것도 또다른 원인으로 겹쳐지게 되어, 무리한 채굴을 계속함으로써 사고가 발생했다.
사고 당일, 갱도 입구에서 여자 아이가 울고 있었지만, 곧 헌병대에 의해 갱도 입구는 봉쇄되었다.
1945년 장생 탄광은 폐광이 되었다. 마찬가지로 우베탄광에서 발생하였던 1915년 히가시미 초탄광의 사망자 235명에 이어 희생자가 생겼음에도 불구하고, 태평양 전쟁이 개전한지 얼마 지나지 않았기 때문에 정보 통제가 이뤄짐에 따라, 사고가 세간에 의해 다루어지지는 않았다.
1982년 4월 17일 자치회장 등 지역 유력자에 의해 '장생탄광 순난자의 비'가 건립되었다.
1991년 1월, 일본의 시민단체 「조세이 탄광의 물비상(수몰사고)을 역사에 새기는 모임(새기는 모임)이 발족했다. 같은 시기에 조선인 희생자의 명부가 발견되어 40년만에 처음으로 한국인 유족들에게 사망 소식이 전해지게 되었다. 이 덕분에 한국에서도 1992년에 조세이 탄광 희생자 대한민국 유족회가 발족했다. 1992년 이후의 추도 집회는 한국에서 희생자의 유족을 불러 실시되기 시작한다.
1994년에는 일본의 작곡가인 이케베 신이치로가 본 사고를 다룬 여성 합창조곡 '바다의 묘표'가 발표하였다.
2013년 2월, 「새기는 모임(刻む会)」에 의해 「장생 탄광 수몰 사고 희생자 추도비」가 준공되었다.
2007년 1월 대한민국 대한민국 국무총리실 소속의 일제강점하 강제동원 피해 진상규명위원회는 '일본의 장생탄광수몰사고에 관한 진상조사'를 정리했다.
2023년 4월 이후, 참의원의 위원회에서 수 차례의 질의 응답 및 조서를 통해,  조선인 유골 반환 문제가 논의되었다.
2024년 10월에 크라우드 펀딩에 의한 자금으로 갱도 입구가 발굴되어 잠수부에 의한 해저 조사도 실시되었다. 그러나 갱도 내부는 탁한 물과 진흙, 파손된 파이프 등으로 막혀 있어서 유골 발견은 하지 못헀다. 후쿠오카 다카마로 후생노동대신은 “해저의 갱도 내부가 수몰한 상황에서, 사망자들의 유골의 구체적인 소재를 특정할 수 없는 것 외에도, 다음과 같은 어려움이 있다고 밝혔다. 우선 한국인 및 일본인의 유골과 혼재되어 반환이 어려운 것, 안전성이 확인되지 않은 것을 고려하여, 국가에 의한 실지 조사나 민간 조사에 대한 협력은 현시점에서는 생각하고 있지 않다」라고 답변하였다. 이에 대해 일본 시민 단체는 「매우 유감」이라고 하면서, 앞으로도 활동을 계속해 국가에 협력을 요구하고 싶다고 말했다.
2025년 2월에는 장생 탄광 83주기 추모식을 현장에서 개최하였으며, 더불어민주당 김준혁 국회의원, 행정안전부 김민재 차관보, 재일본대한민국민단 및 재일본조선인총련합회 관계자, 일본 참의원 및 중의원의 전직 및 현직 의원들과 지역 관계자들이 참석하였다. 행정안전부는 2025년 희생자 유족들에 대해 DNA 검사를 실행하고 있다.

## 비판
일본 제국과 당시 탄광을 소유하고 있었던 우베흥산은 장생 탄광이 수몰되고 나서 쉬쉬하기 바빴다. 대한민국 정부 또한 장생 탄광 수몰사고의 희생자 유족들에 대한 관리를 제대로 진행하지 않아서, 국가가 아닌 시민 단체가 직접 나서서 문제를 해결하는 상황에 이르렸다. 일본의 시민단체 장생탄광의 물비상(수몰사고)을 역사에 새기는 모임(새기는 모임)은 한국의 시민 단체와 협력하고 있다.

## 같이 보기
- 강제징용
- 일제강점기
- 태평양 전쟁
- 한일 관계

## 참고문헌
- 李修京; 湯野優子 (2008). “宇部の長生炭鉱と戦時中の朝鮮人労働者”. 《東京学芸大学紀要. 人文社会科学系. I》 (東京学芸大学紀要出版委員会) 59: 105-119. ISSN 1880-4314. 다음 글자 무시됨: ‘和書’ (도움말)李修京; 湯野優子 (2008). “宇部の長生炭鉱と戦時中の朝鮮人労働者”. 《東京学芸大学紀要. 人文社会科学系. I》 (東京学芸大学紀要出版委員会) 59: 105-119. ISSN 1880-4314. 다음 글자 무시됨: ‘和書’ (도움말)
- 大和裕美子 (2014년 3월). “＜博士論文＞山口県長生炭鉱水没事故をめぐる社会的記憶の構図と記憶実践 : 「長生炭鉱の“水非常”を歴史に刻む会」を事例に”. 九州大学附属図書館. doi:https://doi.org/10.15017/1441000 |doi= 값 확인 필요 (도움말). 2024년 10월 19일에 확인함.